# Olesicampe peregrina
Olesicampe peregrina là một loài tò vò trong họ Ichneumonidae.